# 昆栏树属
昆栏树属（学名：Trochodendron）是昆栏树科下的一个属，为常绿灌木或小乔木植物。该属仅存有昆栏树（Trochodendron aralioides）一种，分布于日本、朝鲜和台湾。另有若干史前物种。